# 寺田航平
寺田 航平（てらだ こうへい、1970年10月25日 - ）は、日本の実業家。寺田倉庫代表取締役社長CEO。ビットアイル・エクイニクス株式会社の創業者で元代表取締役社長兼CEO。日本データセンター協会（JDCC) 理事、第18期EOジャパン会長、経済同友会副代表幹事等も務める。

## 経歴
- 1993年 慶應義塾大学法学部法律学科を卒業し、三菱商事に入社。
- 1999年 三菱商事を退社し、寺田倉庫に入社。取締役に就任。
- 2000年 ビットアイル（現：エクイニクス・ジャパン）を創業し、代表取締役社長兼CEOに就任。
- 2003年 寺田倉庫取締役副社長に就任。
- 2006年 ビットサーフ取締役に就任。
- 2008年 テラス（現：コウェル）代表取締役社長に就任。
- 2010年 ライブラネオ取締役に就任。
- 2010年 サイトロック取締役に就任。
- 2011年 日本データセンター協会（JDCC) 理事に就任。
- 2013年 第18期EOジャパン会長に就任[1]。
- 2016年 ビットアイル・エクイニクス取締役社長に就任。
- 2018年 寺田倉庫取締役社長COOに就任。
- 2019年 寺田倉庫代表取締役社長CEO（現任）に就任。
- 2024年 公益社団法人経済同友会 副代表幹事に就任[2]。